# 吳清友
吳清友（1950年10月—2017年7月18日），臺灣臺南市將軍區人，以經營餐旅廚房設備業起家，誠品書店創辦人。

## 生平

### 學生時代
吳清友為1950年10月出生，生於將軍鄉馬沙溝平沙村，家中排行第四，並有九位兄弟姊妹。小學時讀長平國小。
父親吳寅卯在戰後初期赴台南府經商，家境清貧轉為小康。吳清友在就讀台南初中期間，寄宿在外，好玩而成績不好。就在這段期間，父親為人作保而破產。為了謀得一技之長，吳清友考入台南高工。因患有先天性心臟擴大症而免役，因此吳清友自機械科畢業後先進入了職場。之後由於感到前途問題，吳清友決定在台南市寄宿以補習，以三年時間錄取台北工專二專部。就學期間，他常在校園以吉他自彈自唱，為當歌星更去台南大飯店參加比賽，但決賽中被刷下。

### 成家立業
吳清友在台北工專與銘傳商專合辦畢業舞會上，對外校的洪肅賢一見鍾情，進而結婚。兩人學生時代，便已接觸藏傳佛教。
1972年畢業後，吳清友曾在職業技術中學當過教師、於皮包工廠打工，之後進入專營飯店餐廚設備與咖啡機的誠建公司裡當業務員。三十一歲接下誠建股權，成為負責人。在辛勤工作下時，三十九歲時，他的餐旅廚房設備事業已居業界領先地位，也因工作忙碌而少回到老家探視父親，亦被家人抱怨少時間陪伴。長子吳威廷高中時成了問題學生，因滋事被學校教官和少年隊與約談，一度緊張到要脫離父子關係。

### 創辦誠品
1988年11月28日，吳清友因先天性心臟擴大而動刀後，讀著弘一法師傳記，思考人生定位，決定要成立一家他理想中「可閱讀月明清風……閱讀大地、人生……的書店」。1989年3月12日，在國立藝術專科學校音樂科教授謝中平率領的台北絃樂四重奏表演下，位於敦化南路口圓環旁的誠品書店開幕，當天就吸引許多文化界人士，及愛好藝術者前來參觀。1995年，吳清友相中誠品敦南店現址，但房東新光集團已與新光三越百貨簽租，於是透過市長陳水扁出面，終於讓誠品書店在敦化南路成立旗艦店。1996年10月12日，誠品敦南館開張，陳水扁以市長身分應邀出席。1999年3月13日，誠品書店敦南店開始實施24小時經營，而為人們稱道。
2004年9月29日，新聞局召開公視基金會董監事審查委員會，在立法院各黨團推薦下，吳清友擔任公共電視董事，任期三年。該年女兒吳旻潔以總經理特助進入誠品工作，2006年代理父親總經理之位。
吳清友也思考長子間的關係，領悟當初自己也是這樣。吳清友發現兒子細緻體貼，如帶祖父去祭拜、幫父親叫車等事，而感到暖意。但2009年4月，吳威廷在家中昏迷，雖吳清友急作CPR，依然驟逝。如之前經歷事業挫折，吳清友靠著信仰度過喪子之痛。
2012年5月11日，在台北地院裁定下，吳清友擔任太平洋崇光百貨臨管人。
2017年7月18日，吳清友於松德路204號b1誠品生活辦公室昏迷，送至臺北醫學大學，當晚去世。原先預定於20日舉行《誠品時光》新書發表會，只能取消。28日，設於誠品總公司樓下追思會堂開放最後一天，文化部長鄭麗君前來時表示會請總統頒發褒揚令。

## 相關著作
- 林靜宜. . 天下文化. 2017. ISBN 978-986-479-265-8.
- 吳錦勳. . 天下文化. 2019. ISBN 978-986-479-613-7.